# クヒオ大佐
『クヒオ大佐』（クヒオたいさ）は、2009年10月に公開された堺雅人主演の日本映画。第50回日本映画監督協会新人賞最終候補作品。
1970年代から90年代にかけて、「アメリカ空軍パイロットでカメハメハ大王やエリザベス女王の親類」と名乗り結婚話を交際女性に持ちかけ、約1億円を騙し取った実在の結婚詐欺師で自称を「ジョナサン・エリザベス・クヒオ大佐」と名乗った日本人を描く。原作は吉田和正の『結婚詐欺師 クヒオ大佐』（新風舎文庫、また映画公開に合わせ幻冬舎アウトロー文庫から大幅改訂された『クヒオ大佐』が発売）。

## ストーリー
1990年代初頭、クヒオ（堺雅人）は、自分はアメリカ軍特殊部隊のパイロットで、エリザベス女王とも血縁関係にあたるなどと吹聴し、次々と女性たちをだましていた。だが、実際のクヒオは純粋な日本人で、華麗な経歴もすべて自ら作り出したものだった。弁当店を営むしのぶ（松雪泰子）もクヒオの立派な軍服姿にころりとだまされ、懸命に尽くす。

## キャスト
- クヒオ大佐[1] - 堺雅人

米軍パイロットであると詐称している結婚詐欺師。作中では本名は出ない。
- 永野しのぶ - 松雪泰子

クヒオ大佐に騙されている弁当屋社長。クヒオに貢ぐために会社の金に手を付けて、社員の給料遅配を招き追い詰められていく。
- 浅岡春 - 満島ひかり

博物館勤務。クヒオ大佐のターゲットとなり、一線を越えてしまう。しかし、バスで乗り合わせた軍服姿の男を追っていき真相に気付く。
- 須藤未知子 - 中村優子

クヒオ大佐のターゲットの一人となった銀座の女。しかし、クヒオ大佐以上に食えない存在で、逆にクヒオ大佐から独立資金を出させようとする。
- 永野達也 - 新井浩文

しのぶの弟。クヒオ大佐の結婚詐欺に気付き、クヒオがこれまでに貢がせた金を逆に脅し取ろうとする。
- 高橋幸一 - 児嶋一哉

春の元彼。同じ博物館に勤務している。別れた後も未練があるが相手にされていない。
- 木下理香 - 安藤サクラ

春の同僚。実は高橋のことが好きで、春がそれに気付いていながら高橋と付き合っていたものと恨みに思っている。
- 藤原 - 内野聖陽
- 官房長官 - 大河内浩
- 古舘寛治、品川徹、石川真希、近藤智行、安藤聖、玉置孝匡、林遼成、黒田大輔　ほか

## スタッフ
- 原作 - 吉田和正『結婚詐欺師クヒオ大佐』（新風舎文庫刊）
- 監督 - 吉田大八
- 脚本 - 吉田大八、香川まさひと
- 音楽 - 近藤達郎
- 主題歌 - クレイジーケンバンド「VIVA女性」
- 撮影 - 阿藤正一
- 照明 - 高倉進
- 美術 - 原田恭明
- 装飾 - 沢下和好
- 録音 - 矢野正人
- 音楽プロデューサー - 日下好明
- 編集 - 岡田久美
- スタイリスト - 前田美香
- ヘアメイク - 本田真理子
- 特殊メイク - 小西修
- VE - 千葉清美
- VFXスーパーバイザー - 大西博之
- VFXプロデューサー - 西尾健太郎
- スクリプター - 柳沼由加里
- 助監督 - 甲斐聖太郎
- 音響効果 - 伊藤瑞樹
- アクションコーディネート - 山田一善
- 製作者 - 柿本秀二、春名慶、吉田博昭、松崎澄夫、永田勝治、山崎浩一、石橋健司、豊島雅郎
- プロデューサー - 柿本秀二
- アソシエイトプロデューサー - 澤岳司
- ラインプロデューサー - 鈴木ゆたか
- アシスタントプロデューサー - 中野美穂子
- 配給 - ショウゲート
- 製作 - 「クヒオ大佐」製作委員会（モンスター☆ウルトラ、ショウゲート、ティー・ワイ・オー、アミューズソフトエンタテインメント、メディアファクトリー、パルコ、日活、チャンネルNECO、アスミック・エース）

## 実在のクヒオ大佐
主人公のモデルとなった「クヒオ大佐」を名乗る男性は、第二次世界大戦中に北海道網走市に生まれ、中学校卒業後に地元の職業訓練学校へ入学。
卒業後上京した日本人で、元自衛官である。
顔立ちが白人に似ていたこともあり（鼻が高いのは整形手術によるものとも言われる）、いつからか髪を金髪に脱色し軍服のレプリカを身にまとい、片言の日本語を使う偽軍人を装うようになった（劇中では主演の堺雅人は特殊メイクで鼻が高くなっているが、髪は脱色していない）。
1970年代から20年以上に渡って詐欺行為を働いており、最後に逮捕されたのは1999年であった。
その「ニセ」プロフィールは次の通り。
1. 名前：ジョナサン・エリザベス・クヒオ
2. 職業：アメリカ空軍特殊部隊パイロット
3. 国籍：アメリカ合衆国（日本国籍も所持する、いわゆる「二重国籍」）
4. 出身地：ハワイ
5. 両親
  - 父：カメハメハ大王の末裔
  - 母：エリザベス女王の双子の妹（映画では女王の妹の夫のいとこ）
6. 履歴
  - 6歳でワシントン大学を卒業
  - 10歳でミネアポリスの士官学校（実際には、海軍兵学校ならメリーランド州アナポリス、陸軍ならニューヨーク州ウェストポイント、空軍ならコロラド州コロラドスプリングス）の入学資格を得るが、体格が伴っていなかったために15歳になるまで入学を辞退。
  - その5年間でイェール大学で弁護士資格を得て、東京大学法学部大学院で法学博士号を得る。
  - 伯母の要望もあってケンブリッジ大学にも留学していた時期がある。
  - 士官学校卒業後はアメリカ海軍に任官。のちに空軍に転籍し、ベトナム戦争や湾岸戦争などで常に最前線に赴く特殊部隊のパイロットとして従軍。

そしてターゲットとなる女性には、米軍士官のIDカード（偽造）を見せてこう持ちかけたという。
- 私と結婚すれば、軍から5,000万円の結納金が支給される。
- またイギリス王室からも5億円のお祝い金が出る。
- ウェディングドレスはダイアナ妃のドレスも手がけたデザイナーに依頼して製作してもらう。
- 結婚式は故郷のハワイで盛大に行い、仲人は田中真紀子、司会はKONISHIKIに依頼して快諾してもらっている。

その一方で、次のような矛盾点も見られたという。
- 「アメリカから発行されたという公文書」を見せるが、すべて日本語で書かれていた。
- ジェット機に乗っている写真なども見せてくるが、ぼやけているのと写真が古すぎてはっきりとしない。
- 突然ポケベルが鳴り出し、無線機のようなもので片言の英語でやり取りを始める。
- 37歳と言い張るが、それ以上に老けこんでいた。

こうしてクヒオは女性を巧みに口説き、結婚費用を騙し取った後に「また最前線に赴かなくてはいけなくなった。仮に私が戦死してもキミには軍から莫大な額の功労金が支給される」と言い残して姿を消し、相手はここでようやく詐欺だったと気づく。
しかし「クヒオ大佐」は結局逮捕され、その手口などはワイドショーなどで報じられた。刑期を終え出所した後もやはり同様の手口で女性から結婚費用を騙し取るなどし、その被害総額は約1億円と言われている。
TBSテレビ『爆報! THE フライデー』が2016年5月13日放送回で、同一人物と思われる男性が今でも都内に出没していると報じた。結婚詐欺のほか、お笑いトリオななめ45°の土谷隼人も2012年ごろに「アメリカの大使館で運転手をやらないか?」ともちかけられたという。番組では本人と思われる男性に接触（顔はモザイク処理）したが「関係ない」と言うばかりで話を聞くことはできなかった。
- 漫画家の青木雄二は実際には日本人であることも含め、生前の複数の著書の中で言及している。[要出典]

- コメディアンの大神クヒオ（後に東京名物大神本舗五百年に改名）の芸名は彼をモデルに師匠のビートたけしが命名している。

- 三池崇史監督の映画作品『カタクリ家の幸福』では、忌野清志郎が演じる彼をモデルとしたニセ軍人「リチャード佐川」が登場している。

## 関連商品
DVD
- クヒオ大佐（2010年3月26日、アミューズソフトエンタテインメント）

書籍
- クヒオ大佐オフィシャルフォトブック（東京ニュース通信社）ISBN 978-4863360679